# 마이크로소프트 셰어포인트 디자이너
마이크로소프트 셰어포인트 디자이너(Microsoft SharePpoint Designer)는 마이크로소프트 오피스에 포함된 위지윅 기능을 제공하는 HTML 웹 에디터이다.

## 알림
마이크로소프트 웹사이트가 셰어포인트의 좋은 예이다. 셰어포인트 디자이너를 사용하면 마스터 페이지를 사용자가 바라는 대로 만들 수 있으므로, 페이지를 변경하기 위해 API에 접근하지 않아도 된다.
셰어포인트 디자이너 2013에선 위지윅 기능을 지원하지 않는다.